# 希金斯鎮區 (北卡羅萊納州麥克道威縣)
希金斯鎮區（英語：Higgins Township）是位於美國北卡羅萊納州麥克道威縣的一個鎮區。

## 地方資料
希金斯鎮區的面積為29.52平方千米，皆為陸地。根據2020年美國人口普查的數據，當地共有人口2855人，而人口密度為每平方千米96.71人。